# Стара Херцеговина
Стара Херцеговина (на сръбски: Стара Херцеговина) е историческа област в западната част на Балканския полуостров.
Включва най-източните части на Херцеговина, които през 1878 година са откъснати от основната част от областта и са присъединени към Черна гора. Днес Стара Херцеговина обхваща северозападната част на Черна гора, от адриатическото пристанище Херцег Нови до района на Плевля при сръбската граница.